# HD 12173
HD 12173，又名BD+73 108，SAO 4559、HR 579，是一颗恒星，视星等为6.23，位于銀經127.95，銀緯11.68，其B1900.0坐标为赤經1h 54m 18.7s，赤緯+73° 11.68′ 1″。